# Karl Hjøllund Klinge
Karl Hjøllund Klinge (født 21. september 1998 i Strib) er en cykelrytter fra Danmark. I andet halvår af 2022 kørte han for kontinentalholdet ColoQuick Cycling. Han er uddannet elektriker.

## Karriere
Klinge begyndte at cykle hos Middelfart Cykel Club. I 2015 skiftede han til talentholdet Team Mascot Workwear på en toårig kontrakt. Her flyttede han samtidig til Vejle, og begyndte på uddannelsen som elektriker. Derefter gik turen i 2017 til DCU-teamet Team Georg Berg Cycling Elite. Men i september samme år stoppede Klinge med at køre løb, da tidsforbrug til uddannelse og elitecykelløb ikke harmonerede. I stedet begyndte han at træne ungdomsryttere i Middelfart Cykel Club. Efter et par års løbspause deltog han i 2019 igen i et cykelløb. Denne gang i den danske B-klasse. 
På grund af coronaviruspandemien blev det ikke til mange løb i 2020, men i starten af 2021 vendte han tilbage til løbene, og stillede igen op i B-klassen for barndomsklubben i Middelfart. Han rykkede på seks måneder op i A-klassen, og fortsatte ind i sæsonen 2022 som A-rytter. Fra 1. juni 2022 fik han en halvårlig kontrakt med det danske kontinentalhold ColoQuick Cycling. Kontrakten med Coloquick blev ikke forlænget, og han forlod holdet efter et halvt år.